# Стадіон 5 липня 1962 року
Стадіон 5 липня 1962 року (інколи стадіон ще називають «Ель-Джезаїр») (араб. ملعب 5 جويلية 1962) — футбольний та легкоатлетичний стадіон в місті Алжир в Алжирі. В основному функціонує як арена для проведення домашніх матчів футбольних клубів УСМ Алжир, МК Алжир, а також для збірної Алжиру Вміщує 64000 глядачів. Стадіон відкрито в 1972 році, на той час він вміщував 95 000 уболівальників. Також був основним стадіоном на Середземноморських іграх 1975 року, Всеафриканських іграх 1978 року, Всеарабських іграх 2004 року та Всеафриканських іграх 2007 року. Був одним з двох стадіонів, які приймали матчі Кубку африканських націй 1990 року (іншим стадіоном був «Стадіон 19 травня 1956 року» в Аннабі). На ньому відбулося 9 матчів цього турніру, включаючи фінал Кубка, на якому зафіксовано другу за кількістю глядачів цифру, 105 302. У фінальному матчі господарі турніру, Алжир переміг Нігерію з рахунком 1:0 та виграв турнір. Рекорд по відвідуваності стадіону, 110 000 уболівальників, встановлено на товариському поєдинку між національними збірними Алжиру та Сербії, який відбувся 3 березня 2010 року. Також на стадіоні проходив Чемпіонат Африки з легкої атлетики 2000 року. Після впровадження стадіоні існуючих на той час правил безпеки в 1999 році кількість місць на ньому була скорочена до 80 200 глядачів, а після нового етапу в його реконструкції в 2003 році, кількість сидячих місць на стадіоні була зменшена до 64 000. Збільшення кількості сидячих місць на стадіоні до 80 000 можливе лише після повного завершення його реконструкції.

## Історія
Відкритий в 1972 році президентом Хуарі Бумедьєном, на якому проведено перший міжнародний турнір, де виступало багато гравців з усього Магрибу, таких як ку'Аллал, Філалі, Бамус, Фарас, Лалмас, Гуедіура та Шекрун, «Мілан» разом з Праті Альбертосі, бразильський клуб Сосьєдад Ешпортіва Палмейраш разом з відомим Адеміром да Гія. Білий Пеле, попередник Зіко, а також іспанський клуб «Валенсія» це далеко не повний список футболістів та футбольних клубів, які виступали на цьому стадіоні. Зокпема Насер Ґедіура, батько нинішнього гравця збірної Алжиру Адлена Ґедіури, який є автором першого голу в офіційних матчах на цьому легендарному стадіоні, під час фінального поєдинку Кубку Алжира між молодіжними командами УСМ Алжир та РК Куба, який завершився з рахунком 1:0 на користь УСМ Алжир.
На Середземноморських іграх 1975 року стадіон був здатний вмістити 110 000 глядачів. Але в 1990 році у фіналі Кубку африканських націй, в якому Алжир переміг з рахунком 1:0 Нігерію, було встановлено рекорд за кількістю людей, які відвідали матч на цьому стадіоні,— 105,302 глядачів. Після того, як стадіон обладнали відповідно до діючих стандартів безпеки 1999 року його місткість скоротилася до 80,200 місць, а після завершення нового етапу реконструкції в 2003 році місткість стадіону знову зменшилася, до 76 200 місць.
У 2008 році на «Стадіоні 5 липня 1962 року» в черговий раз почалися будівельні роботи, які повинні були включати в себе установку в нідерландською компанією «Queens Grass» нового газону та реконструкцію інфраструктури стадіону. Роботи завершилися в серпні 2009 року. З нагоди повторного відкриття стадіону, 12 серпня 2009 року відбувся товариський матч між національними збірними Алжиру та Уругваю. Новий рекорд відвідуваності стадіону встановлено 3 березня 2010 року під час товариського матчу Алжир - Сербія (алжирці поступилися з рахунком 0:3), на якому були присутніми 110 000 уболівальників. Це був перший матч збірної з моменту її кваліфікації для участі в Чемпіонаті світу 2010 року, яку вона здобула в Судані.
У березні 2015 року натуральне трав'яне покриття газону стадіону замінено на покриття з гібридною травою. «AirFibr».